# Ernst Finger
Ernst Anton Franz Finger, anche Ernest (Praga, 8 luglio 1856 – Vienna, 17 aprile 1939), è stato un dermatologo austriaco che si concentrò soprattutto sullo studio delle malattie veneree.

## Biografia
Laureatosi nel 1878 all'Università di Vienna, lavorò successivamente come assistente di Hermann Edler von Zeissl e di Isidor Neumann nella clinica viennese per le malattie dermatologiche e per la sifilide. Nel 1883 iniziò la sua attività di docente privato, divenendo poi professore universitario associato nel 1894. Dal 1904 al 1927 fu il direttore del secondo dipartimento di dermatologia e delle malattie sessualmente trasmissibili dell'ospedale di Vienna.
Fu autore di un libro che ottenne un vasto riconoscimento nella comunità scientifica, dal titolo Die Blennorrhoe der Sexualorgane und ihre Complicationen (La blenorrea degli organi sessuali e le complicazioni associate), pubblicato in molte edizioni diverse. La sua pubblicazione Die Vererbung der Syphilis, inoltre, venne inserita nel lavoro di Jean Alfred Fournier sulla sifilide congenita. Tra le altre pubblicazioni di Ernst Finger si annoverano Die Syphilis und die venerischen Krankheiten (La sifilide e le malattie veneree), (tre edizioni, 1886-1896) e Die Pathologie und Therapie der Sterilität beim Manne (La patologia e il trattamento della sterilità negli uomini, 1898).
Dal 1906 al 1919, Finger fu presidente dalla Wiener Ärztekammer (Associazione dei Medici di Vienna) mentre, dal 1925 al 1931, fu presidente del Consiglio Superiore austriaco della Sanità.